# گروه آلاسکا ایر
گروه آلاسکا ایر (انگلیسی: Alaska Air Group) شرکت هواپیمایی آمریکایی است، که مالک شرکت‌های آلاسکا ایرلاینز و هوریزن ایر می‌باشد.